# フルール・ド・セル

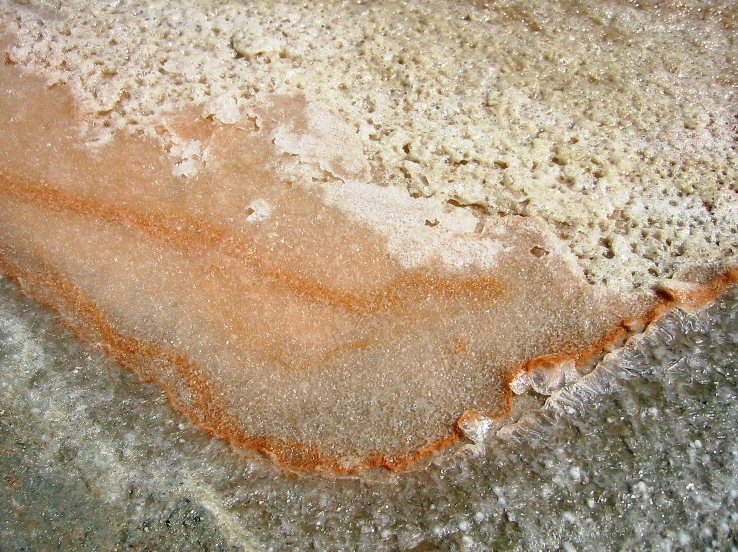
フルール・ド・セル

フルール・ド・セル（fleur de sel）は、塩田の表面に形成され、浮かび上がる（「アフルール・ド・セル」）白い結晶の薄い層であり、通常は風による蒸発作用によって生じる。これは粒が大きく、通常0〜4mmの範囲の海塩であり、柔らかく湿った粒状構造を持つ。この種類は塩挽き器には適していない。フルール・ド・セルは他の塩に比べてミネラル（特にカルシウムやマグネシウム）の含有量が高く、よりまろやかな風味を持つ。料理においては、食塩の代わりに料理の味付けや、仕上げのアクセントとしてしばしば用いられる。生産量が一般的な塩よりも少ないため、販売価格も高く、しばしば高級品とみなされる。

## 語源
「fleur de sel」（フルール・ド・セル）の語は、ラテン語のflos salis（塩の花）に由来する学術的な名残であり、数世紀前にその生産が始まったフランス大西洋岸の塩田労働者によって作られたとされる。この語は、塩商人たちが「この塩は水面で採取され、生産物の中でも最高品質、つまり『花』である」と強調したくて最初に使ったとも、あるいは塩田池の表面に浮かぶ部分の実用的な呼称「アフルール・ド・セル」から転じて使われたとも言われている。1732年には、この名称がトレヴー辞典に公式に登場している。

## 特徴
水面に残る塩の結晶はグロ・セル（粗塩）のものよりもはるかに細かい。
時折フルール・ド・セルに見られるピンクやサーモン色の色合いは、単細胞の微細な好塩性藻類であるDunaliella salinaの増殖によるもので、この藻類はカロテノイド（特にβ-カロテン）を蓄積し、スミレのような香りと関連している。

## 形成
フルール・ド・セルは主に夏の午後に形成される。これは、暖かい空気と塩田の水面との間に生じる風による温度差が十分であるときに発生する。結晶は風によって池の縁に押し寄せられる。塩田池の表面に板状に浮かぶフルール・ド・セルの結晶は、グロ・セルの結晶よりも細かい場合がある（グロ・セルの粒径は1～7mm）。また、フルール・ド・セルは塩田池の底の粘土と接触しないため、白い色を保つ。フルール・ド・セルは微細藻類の存在により淡いピンク色になることもある。一方で「グロ・セル」は収穫時に池の底に沈んでいるため、より暗い色になり、「グリ・セル（灰色の塩）」とも呼ばれる。

## 収穫
フルール・ド・セルは、夏季（北半球では6月初旬から8月末まで）に、毎日夕方に池の表面から手作業で採取される。繊細で壊れやすいため、雨で結晶が溶けるのを防ぐために素早く収穫する必要がある。もともと塩職人たちは、いつ雨が降るか予測できないとき、塩田に生息するストラティオミスというストラティオミイダエ科のハエの幼虫の出現を観察していた。それが現れると、48時間以内に雨（または強い露）が降る兆候であり、塩の収穫の合図となっていた。
大西洋岸では、塩生産者はクリスタリゾワールの表面からルース・ア・フルールという道具を使って丁寧にフルール・ド・セルをすくい取る。そうしないと、塩が沈んでグロ・セル（粗塩）になってしまう。
塩生産者は地域によって呼び名が異なる。ゲランドでは「パリュディエ」、レ島やノワールムーティエ島では「ソニエ」と呼ばれる。西部方言で「ルース」と呼ばれるこの道具は、栗の木材、樹脂、ステンレス鋼などの素材で作られる。
フルール・ド・セルはその後水切りされる。乾燥方法は生産地によって異なる。ノワールムーティエ島では、日光の下、特製のテーブルの上で乾燥される。

## 生産
フルール・ド・セルはフランス大西洋岸で収穫され、特にゲランド半島、ノワールムーティエ島、レ島が主な産地である。フランス国内のフルール・ド・セル市場は、長年にわたり販売のトップである生産協同組合「Le Guérandais」のゲランド産フルール・ド・セルが主導している。

## 用途
フルール・ド・セルは大西洋岸で数世紀にわたり生産されているが、一般に広く知られるようになったのは1990年代初頭である。1960年代には主にサーディンの缶詰工場向けに少量生産されており、魚の塩蔵にはグロ・セルよりもフルール・ド・セルが好まれていた。ゲランド産フルール・ド・セルが一般に知られるようになったのは、料理番組の普及、特に1992年にジャン＝ピエール・コフが番組で紹介したことがきっかけである。
2012年以降、ゲランドの塩とフルール・ド・セルは、保護地理的表示（IGP）によってEU全域で認められている。同様に2024年からは、「カマルグの塩およびフルール・ド・セル」や「レ島の塩とフルール・ド・セル」もIGP認証を受けている。